# The Runaways (musikalbum)
The Runaways är det amerikanska rockbandet The Runaways debutalbum, utgivet 10 februari 1976.

## Låtlista
1. "Cherry Bomb" (Kim Fowley/Joan Jett) - 2:18
2. "You Drive Me Wild" (Joan Jett) - 3:23
3. "Is It Day or Night?" (Kim Fowley) - 2:46
4. "Thunder" (Mark Anthony/Kari Krome) - 2:31
5. "Rock & Roll" (Lou Reed) - 3:17
6. "Lovers" (Kim Fowley/Joan Jett) - 2:11
7. "American Nights" (Mark Anthony/Kim Fowley) - 3:16
8. "Blackmail" (Kim Fowley/Joan Jett) - 2:42
9. "Secrets" (Cherie Currie/Kim Fowley/Kari Krome/Sandy West) - 2:42
10. "Dead End Justice" (Scott Anderson/Cherie Currie/Kim Fowley/Joan Jett) - 6:58

## Listplaceringar
| Lista (1977)       | Topplacering |
| ------------------ | ------------ |
| USA, Billboard 200 | 194          |

### Fotnoter
1. ↑  ”The Runaways: Awards – Billboard Albums”. Allmusic. USA: Rovi Corporation. Arkiverad från [The Runaways på Allmusic (engelska) originalet] den 2 oktober 2011. http://www.webcitation.org/query?url=http%3A%2F%2Fwww.billboard.com%2F%23%2Fartist%2FRihanna%2Fchart-history%2F658897%3Ff%3D793%26g%3DSingles&date=2011-10-02. Läst 9 juni 2012.